# Црес (град)
 Тази статия е за града.  За острова вижте Црес.  
Црес (на хърватски: Cres) е град и център на община в Хърватия, намиращ се на едноименния остров.

## История
Црес има древна история. Споменат е за първи път от Плиний Стари. През периода на римското владичество, от което има запазени останки на съоръжения до наши дни, градът е известен под името Циса (Cissa).
През IX—X в. островът е контролиран от Хърватското кралство, от XI в. преминава под контрола на Венецианската република за следващите почти осем века и в град Црес се построяват множество здания в италиански стил. Следва периодът между 1809 и 1815 г., когато е анексиран от Наполеонова Франция. Между 1815 и 1918 г. е притежание на Австрия, а от 1918 до 1945 г. - на Италия. От 1945 до 1991 г. е част от Югославия, а след нейния разпад преминава в границите на Хърватия.
Градът е административен и политически център на острова от 1459 г.

## Население
Според допитването от 2001 г. община Црес наброява 2959 жители, от които 84,89 % хървати и 4,02 % италианци. В самия град Црес живеят 2333 души.

## Забележителности
- Градските порти в стария град с часовника на входа;
- Сградата на градския съвет (XVI в.), в която сега се помещава музей;
- Дворецът Арсан Патрис (XV в.), понастоящем също музей с експозиция от археологически находки;
- Францискански (XIV в.) и бенедиктински (XV в.) манастири;
- Романска църква Св. Исидор (XII в.);
- Готическа църква Св. Мария Магдалена (1402 г.)